# Lightning Love
Lightning Love é um curta-metragem mudo norte-americano de 1923, do gênero comédia, com o ator cômico Oliver Hardy.

## Elenco
- Larry Semon - Larry, um pretendente
- Kathleen Myers - Rhea
- Oliver Hardy - Oliver, o outro pretendente (como Babe Hardy)
- Spencer Bell - Butler
- Al Thompson - Pai
- William Hauber
- Pete Gordon
- Elma the Monkey